# Појнт (Тексас)
Појнт (енгл. Point) град је у америчкој савезној држави Тексас. По попису становништва из 2010. у њему је живело 820 становника.

## Демографија
Према попису становништва из 2010. у граду је живело 820 становника, што је 28 (3,5%) становника више него 2000. године.
| Група             | 2000.       | 2010.       |
| Белци             | 718 (90,7%) | 721 (87,9%) |
| Афроамериканци    | 11 (1,4%)   | 19 (2,3%)   |
| Азијати           | 4 (0,5%)    | 4 (0,5%)    |
| Хиспаноамериканци | 36 (4,5%)   | 62 (7,6%)   |
| Укупно            | 792         | 820         |